# Landhausstil

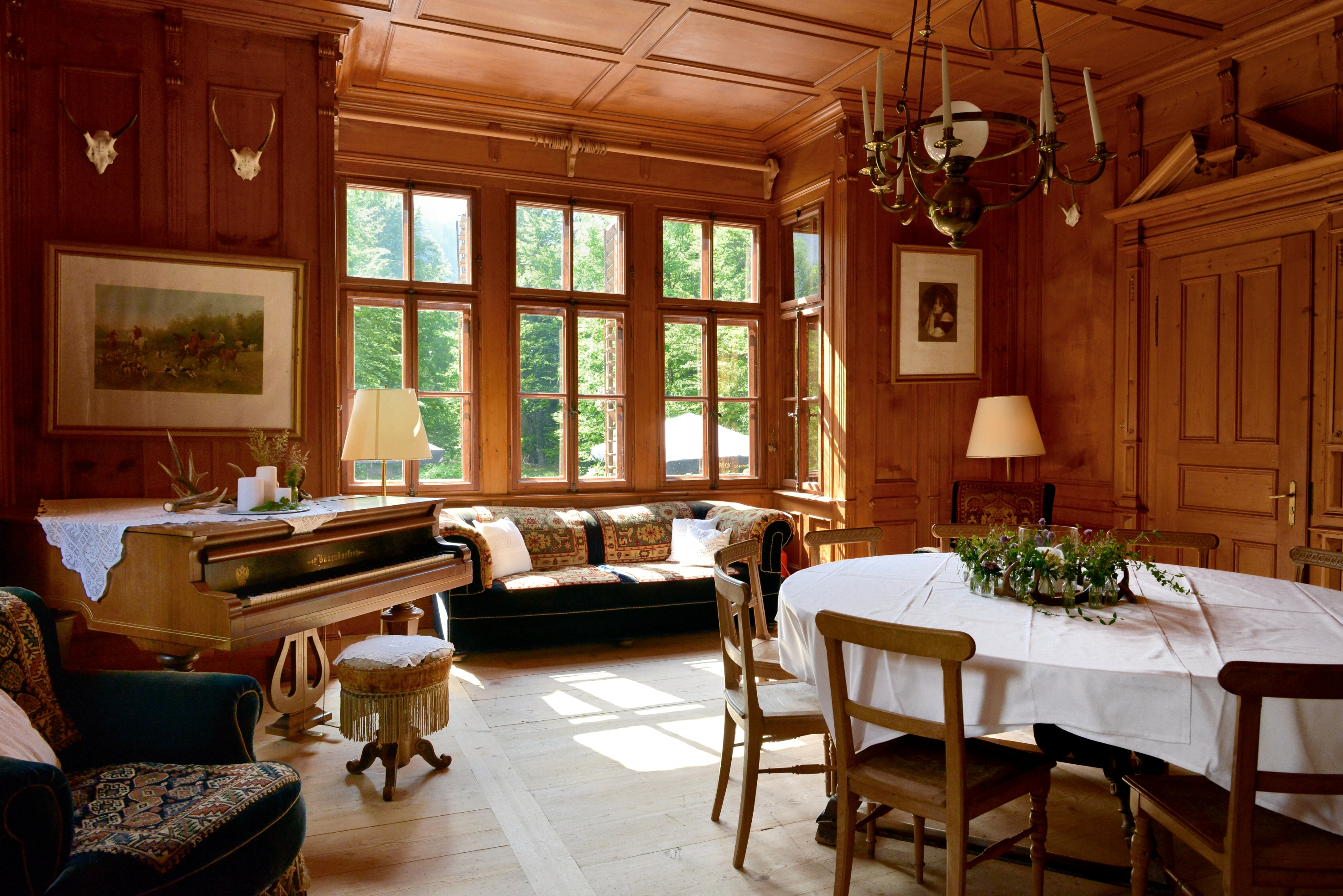
Villa Maund in Schoppernau

Landhausstil (engl.: Cottage Style) ist ein Bau- und Einrichtungsstil, dessen Erscheinungsbild emotionale, beziehungsweise nostalgische Verbindungen zu einem gedachten Landleben oder Urlaub herstellt und als Vorbild alte Landhäuser verwendet.

## Erscheinungsbild

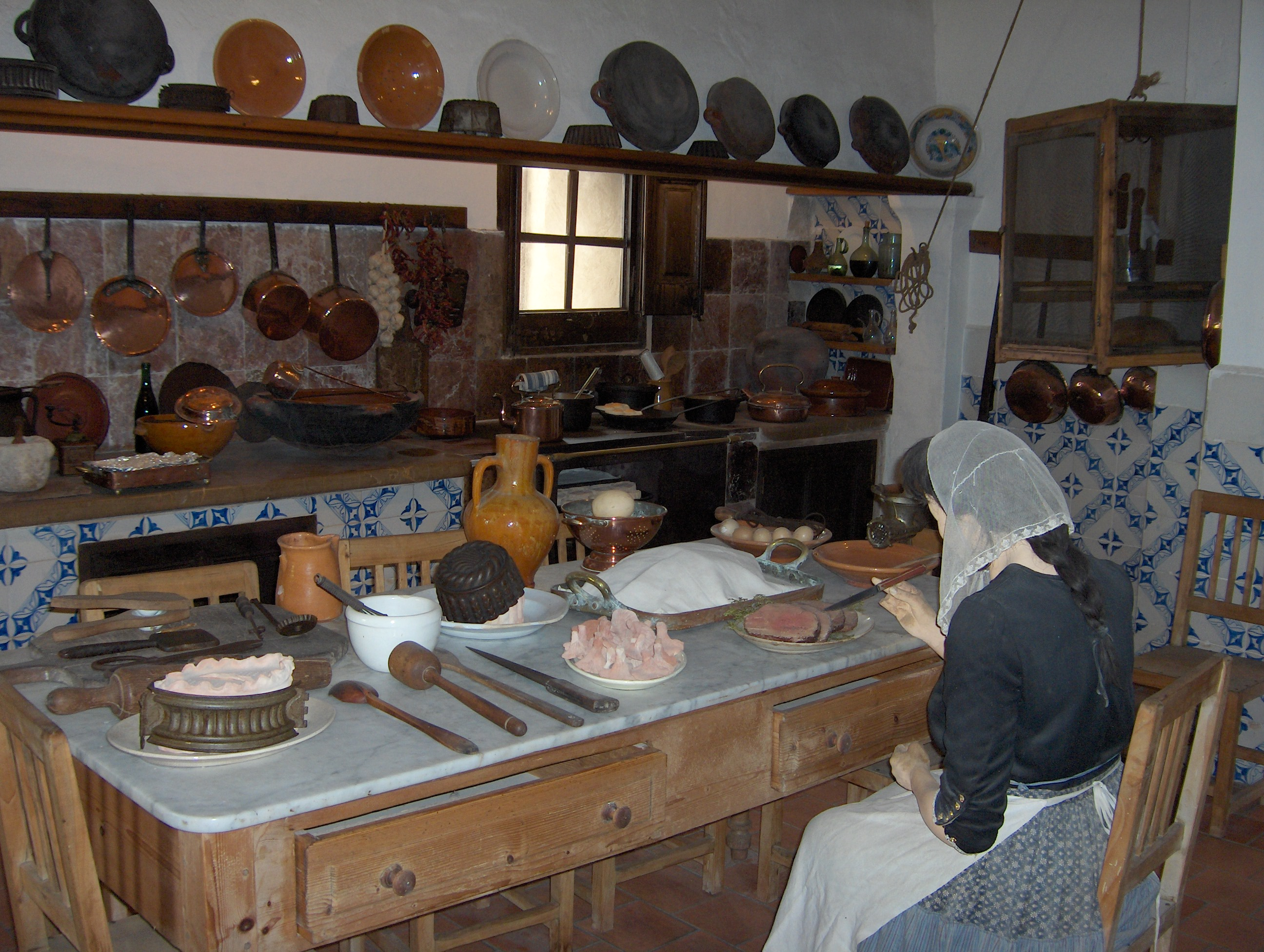
Küche von Els Calderers.

Der Landhausstil zeichnet sich durch die Verwendung von gemütlich-rustikalen Formen, „altmodischen“ Materialien wie Messing, Zink, Leinen, Steingut, Ton und Email, sowie bei Naturmaterialien vor allem durch Holz aus. Neben matten Oberflächen und naturbelassenen Hölzern finden florale Motive Verwendung. 
Die Einrichtung vermittelt dem Betrachter den Anschein von Alltagskultur und das Gefühl, in ländliche Szenen aus vergangenen Tagen zurückversetzt zu sein. Vorbilder sind oft englische Cottages. Es finden auch Gegenstände mit Dekorationen aus Bauernmalerei sowie Shaker-Möbel und Flohmarktgegenstände Verwendung. 

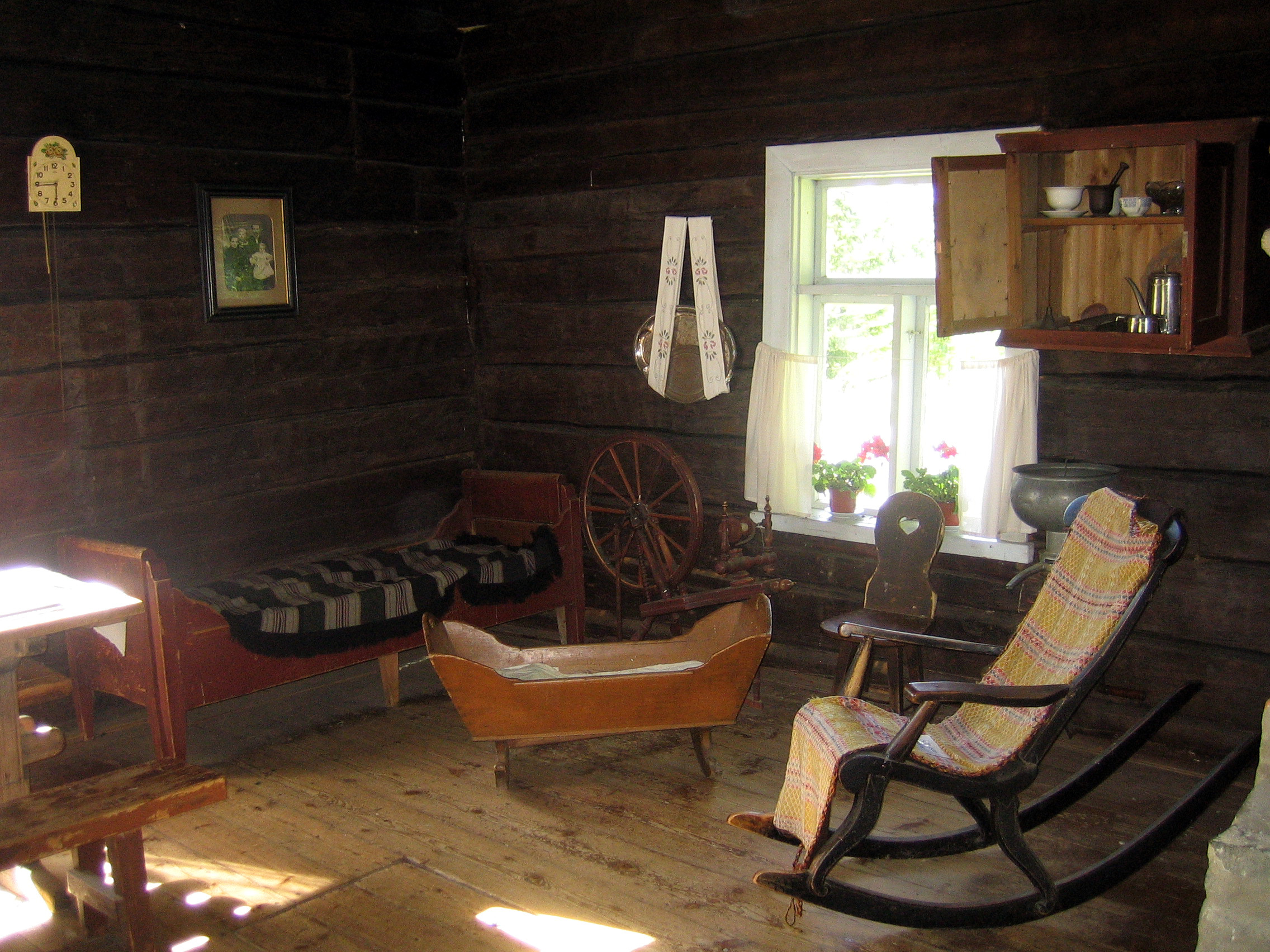
Bauernstube in Lepikko, Finnland.